# Адам Михник
Адам Михник (пољ. Adam Michnik; Варшава, 17. октобар 1946) је пољски историчар, есејиста, бивши дисидент, јавни интелектуалац, као и суоснивач и главни уредник пољских новина Gazeta Wyborcza.
Упркос томе што је одрастао у породици посвећених комуниста, Михник је постао противник пољског комунистичког режима у време антијеврејских чистки које је спровела комунистичка партија. Био је затворен након политичке кризе 1968. године, а затим поново након увођења ванредног стања 1981. године. Назван је „једним од најпознатијих политичких затвореника у Пољској“.
Адам Михник је одиграо кључну улогу током пољских преговора за округлим столом, као резултат којих су комунисти пристали да распишу изборе 1989. године, на којима је победио синдикат Солидарност. Иако се повукао из активне политике, „задржао је утицајан глас кроз новинарство“. Добитник је бројних награда и признања, укључујући Легију части и Европљанина године. Он је такође једна од 25 водећих личности у Комисији за информисање и демократију коју су покренули Репортери без граница. Године 2022, добио је награду Принцезе од Астурије у категорији „Комуникација и хуманистичке науке“.

## Породица
Адам Михник је рођен у Варшави, у Пољској, у породици комунистичких активиста јеврејског порекла. Његов отац Озјаш Сехтер био је први секретар Комунистичке партије Западне Украјине, а мајка Хелена Михник била је историчарка, комунистичка активисткиња и ауторка дечјих књига. Његов полубрат са мајчине стране, Стефан Михник, био је војни судија педесетих година прошлог века, који је изрицао пресуде, укључујући и погубљења, у политички мотивисаним суђењима члановима пољског антинацистичког покрета отпора. Стефан Михник (који је живео у Шведској од 1968. до своје смрти 2021. године), је касније формално оптужен за zbrodnie komunistyczne („комунистичке злочине“) од стране Пољског института народног сећања.
Полубрат Адама Михника са очеве стране, Јежи Михник (рођен 1929), настанио се у Израелу после 1957. године, а затим се преселио у Њујорк.

## Образовање
Док је похађао основну школу, био је активни члан Пољског извиђачког савеза (ZHP), у одреду који је предводио Јацек Куроњ. Током средње школе, ова извиђачка дружина је била забрањена, а Адам је почео да учествује у састанцима клуба „Криви круг“. Након затварања 1962. године, уз охрабрење Јана Јозефа Липског и под заштитом Адама Шафа, основао је дискусиону групу „Клуб ловаца на контрадикције“ (пољ. Klub Poszukiwaczy Sprzeczności); био је један од највидљивијих вођа левичарске студентске опозиционе групе, Командосима.
Године 1964, почео је да студира историју на Универзитету у Варшави. Годину дана касније суспендован је јер је међу школским друговима ширио отворено писмо члановима Пољске уједињене радничке партије (ПЗПР). Његови аутори, Јацек Куроњ и Карол Модзелевски, апеловали су на почетак реформи које би поправиле политички систем у Пољској. ПЗПР је 1965. године забранио штампање његових дела. Године 1966, суспендован је по други пут због организовања дискусионог састанка са Лешеком Колаковским, који је неколико недеља раније избачен из ПЗПР-а, због критиковања њених лидера. Од тада је под псеудонимом писао за неколико новина укључујући „Życie Gospodarcze“, „Więź“ и „Literatura“.
У марту 1968. године, избачен је са универзитета због својих активности током пољске политичке кризе 1968. године. Кризу је изазвала забрана адаптације поетске драме Адама Мицкјевича „ Dziady“ („Дан предака“) коју је адаптирао Казимјеж Дејмек у Народном позоришту. Представа је садржала многе антируске алузије, које је публика дочекала одушевљеним аплаузом. Михник и још један студент, Хенрик Шлајфер, испричали су ситуацију дописнику листа „Le Monde“, „чији је извештај потом емитован на Радију Слободна Европа “. И Михник и Шлајфер су избачени са универзитета. Након избацивања, студенти су организовали демонстрације, које су брутално угушиле полиција за разбијање демонстрација и „радничке ескадроне“.
Владислав Гомулка је искористио Михниково и јеврејско порекло неколико других дисидената да би водио антисемитску кампању, окривљујући Јевреје за кризу. Михник је ухапшен и осуђен на три године затвора због „хулиганских дела“.
Године 1969. пуштен је из затвора по амнестији, али му је забрањено да настави студије. Тек средином седамдесетих година прошлог века добио је дозволу да настави студије историје, које је завршио 1975. године на Универзитету Адам Мицкјевич у Познању, под менторством проф. Леха Тшећаковског.

## Опозиција
Након што је пуштен из затвора, две године је радио као заваривач у индустријском погону Роза Луксембург, а затим је, по препоруци Јацека Куроња, постао приватни секретар Антонија Слонимског.
У периоду од 1976–77 живео је у Паризу. Након повратка у Пољску, укључио се у активности Радничког одбрамбеног комитета (KOR), који је већ постојао неколико месеци. Била је то једна од најпознатијих опозиционих организација седамдесетих година. Постао је један од најактивнијих опозиционих активиста, а такође и један од присталица Друштва за образовне курсеве (пољ. Towarzystwo Kursów Naukowych).
Између 1977. и 1989. био је уредник или коуредник илегалних новина које су излазиле илегално, самиздата: Biuletyn Informacyjny, Zapis и Krytyka. Такође је био члан управе једног од највећих подземних издавача: NOWa.
У годинама 1980–1989, био је саветник Независног самоуправног синдиката „Солидарност“ (NSZZ „Solidarność“) у Мазовијској области и Комитета ливница „Солидарност“.
Када је у децембру 1981. проглашено ванредно стање, у почетку је био интерниран, али када је одбио да потпише „заклетву лојалности“ и пристанак да добровољно напусти земљу, затворен је и оптужен за „покушај рушења социјализма“. Био је у затвору без пресуде до 1984. године јер је тужилаштво намерно одуговлачило суђење.
Адам Михник је захтевао прекид судског поступка против њега или одбацивање његовог случаја. У међувремену, желео је да добије статус политичког затвореника и започео је штрајк глађу док је био у затвору. Године 1984, пуштен је из затвора, уз амнестију.
Учествовао је у покушају организовања штрајка у бродоградилишту у Гдањску. Као последица тога, поново је ухапшен 1985. године и овог пута осуђен на три године затвора. Пуштен је следеће године, поново под још једном амнестијом.

## Од 1989.
Године 1988. постао је саветник неформалног Координационог комитета Леха Валенсе, а касније је постао члан Грађанског комитета солидарности. Активно је учествовао у планирању и прелиминарним преговорима за Округли сто 1989. године, у којима је и сам учествовао. Адам Михник је инспирисао и сарађивао са уредницима часописа Ulam Quarterly пре 1989. године, који је био пионир у развоју World Wide Web-а у Сједињеним Америчким Државама.
Након Округлог стола, Лех Валенса му је рекао да пре предстојећих избора организује велике пољске националне дневне новине, које су требало да буду „орган“ Грађанског комитета Солидарност. Ове новине, према споразуму Округлог стола, биле су Gazeta Wyborcza („Изборне новине“) јер је требало да излазе до краја парламентарних избора 1989. године. Након што је организовао ове новине са новинарима који су радили у „Biuletyn Informacyjny“, Адам Михник је постао њихов главни уредник.
На изборима за Уговорни сејм 4. јуна 1989. године постао је посланик у парламенту за бирачки списак Грађанског комитета солидарности Леха Валенсе, као кандидат за град Битом.
И као посланик и као уредник Gazeta Wyborcza активно је подржавао владу премијера Тадеуша Мазовјецког и његову кандидатуру у председничкој изборној кампањи 1990. против Леха Валенсе. Након распада Грађанског комитета и неуспеха Мазовјецког, Михник се повукао из директног учешћа у политици и није се кандидовао за место на парламентарним изборима 1991, већ се фокусирао на уредничке и новинарске активности. Под његовим руководством Gazeta Wyborcza претворен је у утицајне либералне дневне новине у Пољској. На основу Gazeta Wyborcza имовине, настало је партнерство Агора СА. До маја 2004. године, био је један од највећих медијских концерна у Пољској, администрирајући 11 месечних издања, портал gazeta.pl, компанију за спољно оглашавање AMS и имајући удео у неколико радио станица. Адам Михник нема никакве акције у Агори и не обавља никакву другу функцију, осим главног уредника, што је неуобичајено у пословању у Пољској. Михникове акције држи Агора.
Премијер Тадеуш Мазовјецки је у свом експозеу у септембру 1989. године започео нови, такозвани став „дебеле линије“ према политичкој историји скорашње прошлости. Михник је заговорник и поборник ове политике.
Адам Михник и Павел Смоленски су 27. децембра 2002. године открили такозвану „аферу Ривин“ коју је морао да објасни посебно сазвани парламентарни одбор.
У јесен 2004. године, због туберкулозе, повукао се из активног учешћа у уређивању Gazeta Wyborcza и предао је своје дужности уредничкој колегиници Хелени Лучиво.
Члан је Удружења пољских писаца и Савета за иностране односе.
Од доласка на власт конзервативне странке Право и правда коју предводи Јарослав Качињски у Пољској 2015. године, Михник је гласни критичар нове владе, оптужујући је за поткопавање демократије у земљи, наводећи да „оно што данас видимо је постепено гашење демократије. Не постоји друга демократија осим либералне верзије. Све остало је контрадикција.“
Године 2024. постао је стручњак у „Европском центру за анализу и стратегије“ (CASE).[45]